# 陈李琬若
陳李琬若（Lily Lee Chen，1936年5月27日—），美國加州洛杉磯郡蒙特利公園市前市長、該市首位华裔市議員、全美首位华裔女市長，曾任美國國務院「東西方研究中心」常務理事、董事，為資深民主黨人。1992年洛杉磯暴動，時任洛郡官員的陳李琬若第一時間親自前往衝突現場，向群眾和全國電視新聞網發表「人痛己痛」演說，呼籲洛杉磯各族裔維持和諧。

## 早年经历
陈李琬若原名李婉若，出生於中華民國天津市海河边的一座破旧没落的官宅之中。陈李琬若的父亲李曜林，曾于1948年在天津市当选第一届立法委员。
李婉若少年时期曾在天津就读于耀华学校。
1948年10月，12岁的李婉若隨父母及姐妹全家五人，从天津搭乘上海私营美通轮船公司经营的天津驶往基隆的“美信轮”，前往臺北市。日后，李婉若与同乘“美信轮”从天津前往台湾的同乡陈宝和结婚，并冠夫姓，更名陈李琬若。陈宝和父亲为在天津创办华新织染公司的实业家陈洁清，在1948年用十几根金条换了一张船票，将陈宝和送上美信轮前往台湾基隆。
抵台后，李琬若曾就讀於臺北市立第一女中和臺北市立第二女中，後又考取臺灣行政專科學校（現今國立臺北大學）社會學系。大學畢業後，陳李女士留學美國，並就讀於西雅圖華盛頓大學；在取得社會工作學碩士學位後，定居南加州大洛杉磯地區。

## 社團經歷暨主要獲獎榮譽
陳李琬若為「美华协会」和「百人会」创会理事，並曾任「美华妇女协会」会长、「大洛杉矶红十字会」理事、「大洛杉矶联合基金会」董事和「美国亚太商会」副董事长。曾獲「洛杉矶城市协会」頒發「十大杰出妇女奖」；「同源会」頒發「社會贡献奖」；「亚太妇女联盟」頒發「特殊成就奖」；「美国犹太裔反诽谤联盟」頒發「荣誉奖」；「亚太法律服务中心」頒發「天使服务奖」；「加州聖蓋博谷童子军委员会」頒發「女童子军奖」；「洛杉矶郡政委员会」頒發「模范亚太裔员工」；「大洛杉矶公平就业联盟」頒發「傑出公民獎」。

## 从政经历
- 1970年任洛杉磯郡社會福利部亞裔事務處處長；
- 1978年获福特總統任命為「聯邦妇女权益委员会」委員；
- 1979年获卡特總統任命為「全國成人教育委员会」委員；
- 1980年任洛杉矶郡社会福利部计划资源局局长，同年獲任為「白宫家庭会议」美西筹办人；
- 1982年当选蒙特利公园市首位華裔市議員[5]，同年獲加州副州長任命為「加州州議會遠程發展委員會」委員；
- 1983年出任蒙特利公园市市长，成为美國史上首位華裔女市长，在任市长期间蒙市被评为「全美模范城市」[6]；
- 1985年獲加州議會議長任命為「加州世界貿易委員會」委員；
- 1986年任洛杉磯郡家庭兒童福利部行政主管；
- 1995年獲聯邦國防部長任命為「國防部三軍婦女委員會」顧問，向各級官兵提供建言；
- 1996年出任「聯邦商务部工业贸易政策委员会」顾问；
- 1998年獲国务卿任命为美国国务院东西方中心常務理事；
- 1999年獲国务卿任命为美国国务院东西方中心五位董事之一；
- 2003年獲加州州長任命為「老人福利委員」。

## 註解
1. 1 2  梅志清. . 广东省人民政府外事办公室. （原始内容存档于2025-04）.
2. ↑  台灣女孩美國市長. 2004年1月24日 （页面存档备份，存于）
3. 1 2  何建明. . 南昌: 江西人民出版社. 2002-10-01. ISBN 9787210026297.
4. ↑  . 北方网. 2007-10-06  [2015-01-17]. （原始内容存档于2014-08-13）.
5. ↑  鲁书潮. . 1996: 25.
6. ↑  Li Wei Yang. . The Huntington.   [2025].